# Luke Roberts
Pour les articles homonymes, voir Roberts et Luke Roberts (acteur).
Luke Roberts, né le 25 janvier 1977 à Adélaïde, est un coureur cycliste australien. Il fait ses débuts professionnels dans l'équipe ComNet-Senges en 2002. En 2005, il rejoint l'équipe CSC. Il est actuellement directeur sportif de l'équipe Sunweb.

## Biographie
Luke Roberts se distingue sur la piste en catégorie juniors en remportant le titre de Champion du monde juniors de poursuite individuelle à Saint-Marin en 1995. 
Il commence la saison 2010 en prenant la cinquième place du Tour Down Under.
En 2011, invité par l'équipe UniSA-Australia, Luke Roberts entame sa saison avec le Tour Down Under. Il termine dixième du classement général et remporte le maillot du meilleur grimpeur. Il rejoint la Saxo Bank-Sungard fin février, à la suite de l'échec du projet Pegasus Sports.
À la fin de la saison 2014, il signe un contrat pour devenir directeur sportif de l'équipe continentale professionnelle danoise Cult Energy.

## Palmarès sur route

### Par années
- 1993
  -  Champion d'Australie du contre-la-montre débutants
  -  Champion d'Australie du contre-la-montre par équipes débutants
- 1995
  -  Champion d'Australie du contre-la-montre juniors
- 2001
  - 4e étape du Tour Down Under
  - 4e étape de l'Arden Challenge
- 2002
  - Classement général du Tour de Tasmanie
  - 2e du Tour de Slovaquie
- 2003
  - 3e étape du Tour du Cap
  - 5e étape du Ringerike GP
  - Prologue et 4e étape du Tour de Vénétie
  - 2e du Herald Sun Tour
  - 2e du Tour de Brandebourg
  - 3e du Ringerike GP
- 2004
  - 1re étape du Tour de Rhénanie-Palatinat
  - 6e étape du Tour de Normandie
  - 3e du championnat d'Australie du contre-la-montre
  - 9e du Tour Down Under
- 2005
  - 4e étape du Tour méditerranéen
  - 3e du Eindhoven Team Time Trial
- 2006
  - 4e étape du Tour de Hesse
  - 2e du championnat d'Australie du contre-la-montre
  - 3e du Tour de Bavière
- 2007
  - Eindhoven Team Time Trial (avec l'équipe CSC)
  - 3e du Tour de Grande-Bretagne
  - 6e du Tour Down Under
- 2008
  - 3e étape du Tour du Cap
  - 2e de Halle-Ingooigem
- 2010
  - 3e étape du Tour de Murcie
  - 3e du championnat d'Australie contre-la-montre
  - 5e du Tour Down Under
- 2011
  - 10e du Tour Down Under
- 2013
  - Prologue de l'Istrian Spring Trophy

### Résultats sur les grands tours

#### Tour de France
2 participations
- 2005 : 102e
- 2010 : 103e

#### Tour d'Italie
2 participations
- 2010 : 124e
- 2012 : 115e

### Classements mondiaux
| Année                  | 2007 | 2008 | 2009  | 2010 | 2011 | 2012 | 2013 |
| ---------------------- | ---- | ---- | ----- | ---- | ---- | ---- | ---- |
| Classement ProTour     | 108e |      |       |      |      |      |      |
| Calendrier mondial UCI |      |      |       | 84e  |      |      |      |
| UCI Africa Tour        |      | 114e |       |      |      |      |      |
| UCI Europe Tour        |      | 251e | 1201e |      |      |      | 482e |

## Palmarès sur piste

### Jeux olympiques
- Athènes 2004
  -  Champion olympique de poursuite par équipes (avec Bradley McGee, Brett Lancaster et Graeme Brown)

### Championnats du monde
- Ballerup 2002
  -  Champion du monde de poursuite par équipes (avec Peter Dawson, Brett Lancaster et Stephen Wooldridge)
  -  Médaille d'argent de la poursuite
- Stuttgart 2003
  -  Champion du monde de poursuite par équipes (avec Peter Dawson, Brett Lancaster et Graeme Brown)
  -  Médaille d'argent de la poursuite
- Melbourne 2004
  -  Champion du monde de poursuite par équipes (avec Peter Dawson, Ashley Hutchinson et Stephen Wooldridge)
- Manchester 2008
  -  Médaille de bronze de la poursuite par équipes

### Championnats du monde juniors
- 1994
  -  Champion du monde de poursuite par équipes juniors (avec Bradley McGee, Ian Christison et Grigg Homan)
  -  Médaillé de bronze de la poursuite
- 1995
  -  Champion du monde de poursuite juniors
  -  Champion du monde de poursuite par équipes juniors (avec Timothy Lyons, Ian Christison et Matthew Meaney)

### Coupe du monde
- 1998
  - 1er de la poursuite à Cali
  - 1er de la poursuite par équipes à Victoria (avec Timothy Lyons, Michael Rogers et Brett Lancaster)
  - 1er de l'américaine à Victoria (avec Michael Rogers)
- 1999
  - Classement général de la poursuite
  - 1er de la poursuite par équipes à Cali (avec Graeme Brown, Nigel Grigg et Brett Lancaster)
  - 1er de la poursuite par équipes à Frisco (avec Graeme Brown, Nigel Grigg et Brett Lancaster)
  - 2e de la poursuite à Cali
  - 3e de la poursuite à Frisco
- 2002
  - 2e de la poursuite à Moscou
- 2003
  - 1er de la poursuite au Cap
  - 3e de la poursuite par équipes au Cap
- 2007-2008
  - 3e de la poursuite à Copenhague
  - 3e de la poursuite par équipes à Copenhague

### Six jours
- 2008
  - 2e des Six jours de Milan
- 2009
  - Six jours de Grenoble (avec Franco Marvulli)

### Jeux du Commonwealth
- 1998
  -  Médaille d'or de la poursuite par équipes (avec Michael Rogers, Timothy Lyons, Brett Lancaster et Bradley McGee)
  -  Médaille d'argent de la poursuite
- Manchester 2002
  -  Médaille d'or de la poursuite par équipes (avec Graeme Brown, Peter Dawson et Mark Renshaw)

### Championnats d'Australie
| - 1993 - Champion d'Australie de vitesse débutants - Champion d'Australie de poursuite débutants - 1995 - Champion d'Australie de poursuite juniors - Champion d'Australie de course aux points juniors - Champion d'Australie de course à l'élimination juniors - Champion d'Australie de poursuite par équipes juniors - 1996 - Champion d'Australie de poursuite par équipes | - 1998 - Champion d'Australie de poursuite par équipes - 1999 - Champion d'Australie de poursuite - Champion d'Australie de poursuite par équipes - 2000 - Champion d'Australie de poursuite - 2003 - 2e de l'américaine |

## Distinctions
- Espoir masculin de l'année aux Australian Sport Awards : 1995
- Cycliste sur piste australien de l'année en 2003[9]